# Британская Индия во Второй мировой войне

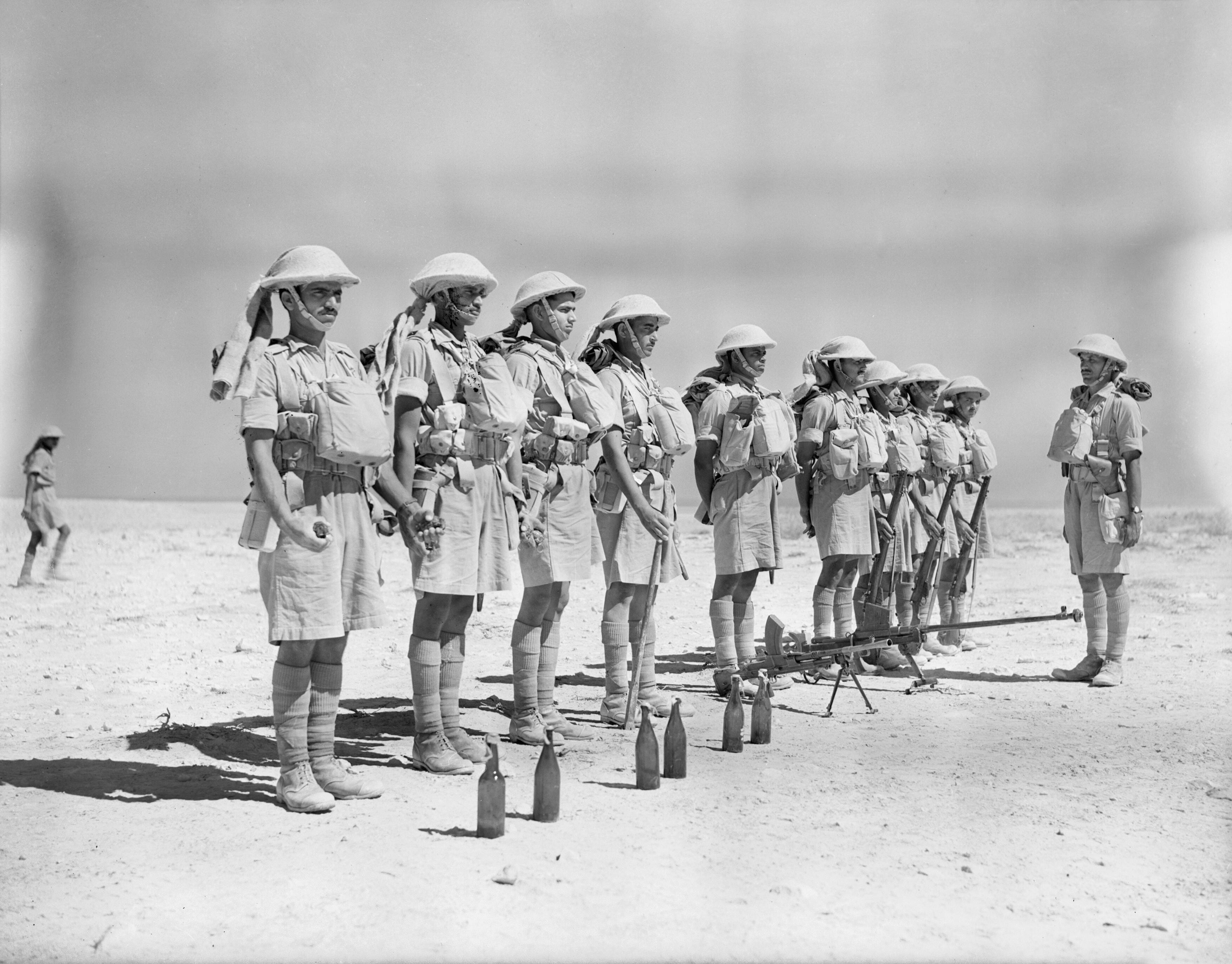
Индийские солдаты в Северной Африке, 1940 год

Британская Индия как британская колония вступила во Вторую мировую войну на стороне стран Антигитлеровской коалиции 3 сентября 1939 года, объявив войну Нацистской Германии.

## Боевые действия в Европе, Северной Африке и на Ближнем Востоке

### Французская кампания
Первые бои Второй мировой войны для индийских солдат начались на территории Франции. Здесь в мае 1940 года среди прочих британских войск под удар немецких танков попали индийские части, сформированные из пенджабских раджпутов. Одна из рот этих солдат почти целиком попала в плен, остальные были эвакуированы в ходе поспешной эвакуации англичан под Дюнкерком.

### Северо-Африканская кампания
Потерпев поражение от немцев в Европе, индийцы отыгрались на итальянцах в Африке. Две индийские дивизии активно участвовали в боевых действиях на территории Сомали, Судана и Эфиопии в 1940—1941 годах. «Победа была одержана в основном силами англо-индийских 4-й и 5-й дивизий» — писал позднее Черчилль об этих операциях в книге «Вторая мировая война». Одна только 4-я индийская дивизия разгромила 65 итальянских батальонов, захватив более 40 тысяч пленных и 300 орудий.
В ходе этих боев впервые во Второй мировой войне индийский офицер — лейтенант Проминдра Сингх Бхагат — получил высшую военную награду Британии, Крест Виктории, за то, что он со своими солдатами, многие из которых погибли, для обеспечения наступления разминировал за два дня 15 минных полей и 55 миль дорог.

### Иракская операция
Летом 1941 года индийские части участвовали в оккупации Ирака, где не обошлось без стычек с войсками ориентировавшегося на немцев местного диктатора Гейлани. Затем индийцы воевали против колониальных войск Виши в Сирии.
5-я индийская бригада отличилась в боях за Дамаск и получила среди наступавших британских частей наивысшие оценки командования.

### Иранская операция
Основу британских сил, оккупировавших в союзе с СССР летом 1941 года Иран, так же составили индийцы — 8-я и 10-я индийские дивизии и 2-я индийская бронетанковая бригада. 29 августа 1941 года передовые советские части Закавказского округа генерала Толбухина у города Сененеджа в центральном Иране встретились с авангардом индийцев из британских частей. В дальнейшем именно индийские пехотинцы обеспечивали охрану и функционирование южной части «ленд-лиза» в СССР через Иран.
Использование англичанами в этом регионе в основном индийских военных формирований было обусловлено не только близостью самой Индии к театру боевых действий, но и своеобразным противовесом германской пропаганде, активно раздувавшей арабский национализм и обвинявшей Англию в белом колониализме.

## Тихоокеанский театр военных действий

### Малайзия и Сингапур
В декабре 1941 года для «Британской индийской армии» неожиданно возник новый фронт — в войну вступила Япония. Первое столкновение произошло 8 декабря 1941 года у Кота-Бару, в Малайзии. Имевшие после войны в Китае немалый опыт боев в джунглях японские солдаты из армии Ямаситы разгромили индийцев из 8-й бригады 9-й индийской дивизии.
Британское командование, стремясь укрепить Сингапур, свою главную военно-морскую базу в регионе, спешно перебросило из Индии лучшие части. Изначально они предназначались для боев против немцев в пустынях Северной Африки и были полностью моторизованными, но в условиях джунглей это оказалось неэффективно. Многочисленные просчеты и нерешительность британского командования предопределили победу японцев. Среди 95 тысяч взятых в плен при капитуляции Сингапура 59 тысяч были индийцами.
Несмотря на преимущество японцев в первые годы войны в регионе, отдельные индийские части из британских гарнизонов проявили в боях героизм.

### Операция в Голландской Ост-Индии
Весной 1942 года пять рот японцев атаковали батальон пенджабцев, защищавший поселок Синнаванг на острове Борнео. Окруженные превосходящими силами, индийцы сражались до последнего патрона и только после того, как у них окончательно кончились боеприпасы, были захвачены в плен и замучены японцами. Остатки батальона смогли прорваться и отступить в глубинные районы гористого, заросшего лесами Калимантана, совершив тысячекилометровый многодневный путь на юг острова сначала пешком, потом на плотах по бурным рекам, добывая пропитание в тропическом лесу. Через полтора месяца пенджабские стрелки вышли из джунглей у города Сампит и встретили японцев, захвативших этот порт за день до их появления. Пенджабцы окопались близ города, но стало известно, что Ява пала, и все английские и голландские войска капитулировали. Большинство солдат и офицеров были больны лихорадкой и дизентерией и уже не могли выжить при новом походе в джунглях. В этих условиях командир принял решение сдаться в плен.
Даже японцев поразило, что отряд индийцев пронес через горы и болота не только винтовки, но и пулеметы, ничего не бросив в пути.

### Бирманская кампания

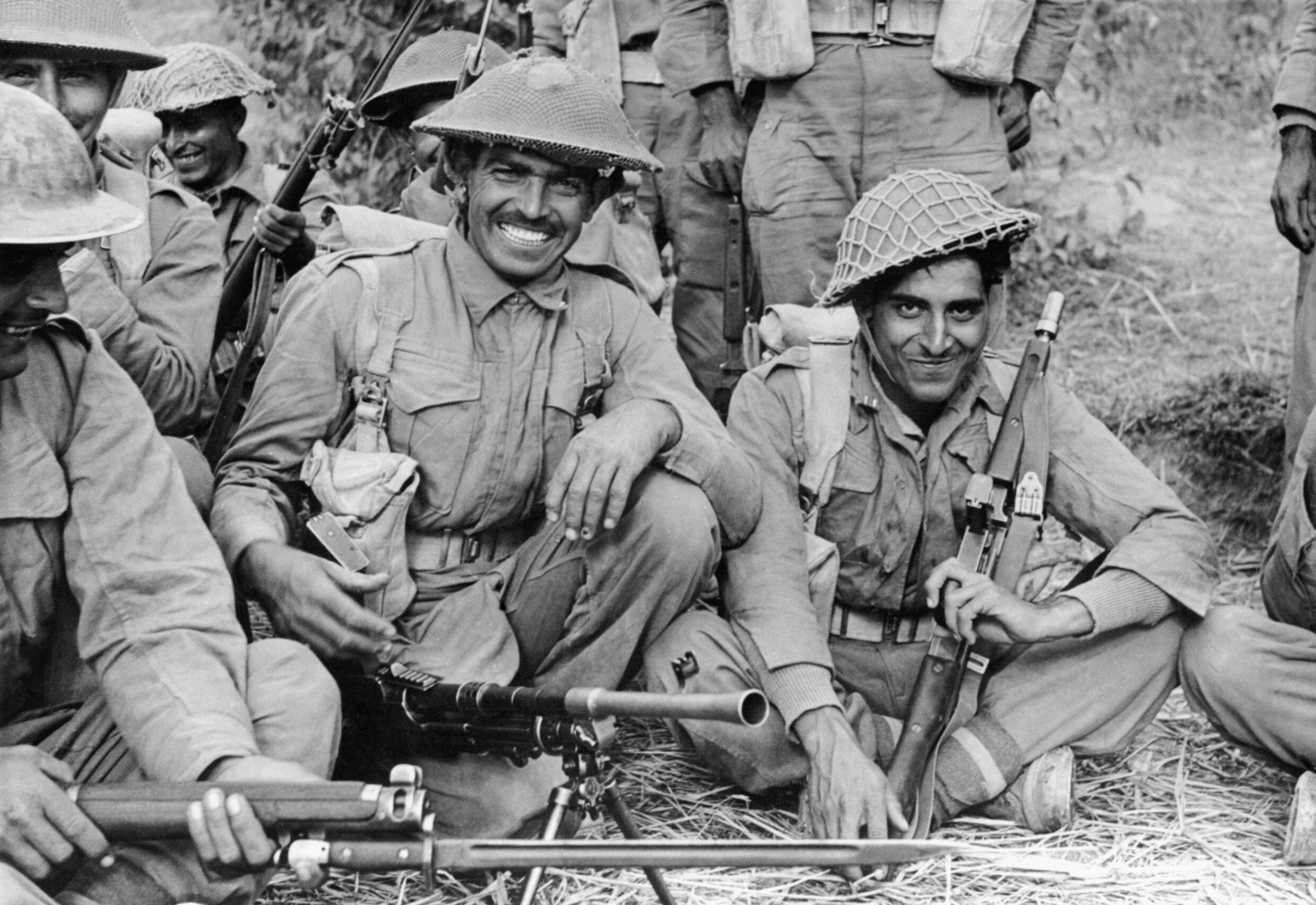
Индийские солдаты в Бирме 1944 год

#### Бирманская операция (1942—1943)
В мае 1942 года японцы, после упорных боев с англо-индийскими частями, полностью заняли Бирму и вышли к границам с Индией. От вторжения на ее территорию японцев поначалу удержали лишь растянутые коммуникации и начавшийся сезон дождей.
К началу Второй мировой войны на территории Индии базировалось всего 150 устаревших военных самолетов. Местных летчиков не было вообще. Но уже в 1941 году были подготовлены первые 24 индийских пилота, направленных в Великобританию для участия в боях против гитлеровских люфтваффе. К концу войны в индийских ВВС служили уже 3 тысячи офицеров и 25 тысяч рядового состава.
Не менее впечатляюще изменилась и военная промышленность Индии. Только к маю 1940 года производство военной продукции здесь выросло в шесть-семь раз по сравнению с первым годом войны, при этом производство снарядов увеличилось в 12 раз. Уже в 1942 году производством вооружения в Индии занималось около 250 предприятий, выпускавших свыше 700 видов различного вооружения: бронемашины, пулеметы и прочее автоматическое оружие, которое раньше здесь не производилось.
К концу войны Индия почти на 90% сама обеспечивала все потребности своих вооруженных сил в оружии и снаряжении.

#### Бирманская операция (1944)
В 1942—1944 годах в горах и джунглях на индо-бирманской границе продолжались упорные бои индийских и японских дивизий, где обе стороны несли большие потери не только от снарядов и пуль, но и от тропической малярии и лихорадки. В феврале 1944 года японцы попробовали вторгнуться в Индию, предполагая поднять там антибританское восстание.
Японское командование привлекло к наступлению более 100 тысяч солдат, усиленных 8 тысячами индийцев из Индийской национальной армии. Эту армию из индийских военнопленных сформировал Субхас Чандра Бос — еще один из лидеров ИНК, только, в отличие от Ганди, исповедовавший идею вооруженной борьбы с колонизаторами. Индиец Бос в поисках союзников в борьбе против Британии успел посотрудничать и с Коминтерном, и с Гитлером, а затем стал союзником японских генералов.
В условиях начавшегося наступления японцев судьба британской Индии зависела только от настроения и стойкости индийских дивизий. Фактически под Кохимой и Импхалом с февраля по август 1944 года шла война индийцев с японцами. Индийцы в итоге победили. Обе стороны использовали даже слонов для транспортировки тяжелых пушек в горах и джунглях. В этих боях индийские части потеряли около 40 тысяч солдат и офицеров, а в результате тропических болезней еще 82 тысячи.
На 19-ю индийскую дивизию, прозванную из-за своей эмблемы «Кинжальной», британское командование возложило задачу очистить от японских войск стратегическую Бирманскую дорогу и вновь открыть наземные коммуникации Индии с Китаем. Уже 15 декабря 1944 года индийские солдаты пробились на соединение с китайскими частями.
В феврале 1945 года 14-я британская армия первой начала наступление в Бирму. Эта британская армия состояла из пяти индийских пехотных дивизий, одной индийской воздушно-десантной бригады и одной английской бронетанковой бригады. Впервые поучаствовали в боях и индийские танковые части. Из миллиона союзных войск, участвовавших в освобождении Бирмы, 700 тысяч составляли индийцы.
Коллаборационистская «Индийская национальная армия» почти в полном составе сдалась наступавшей 17-й индийской дивизии. Солдаты «Британской индийской армии» совсем не воспринимали перешедших на сторону японцев индийцев как предателей. Наоборот, им сочувствовали и считали их патриотами Индии.

## Итоги

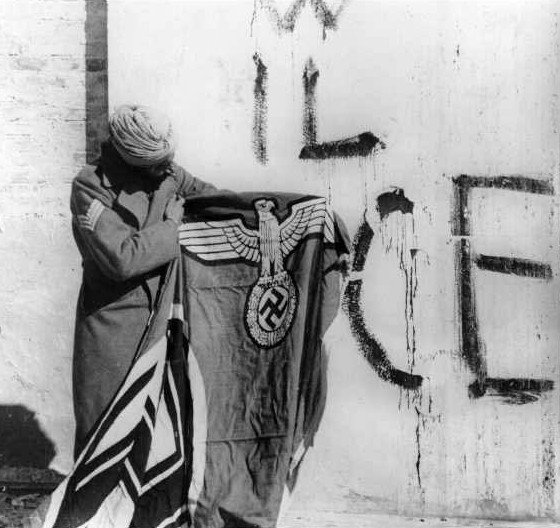
Индийский солдат с захваченным немецким флагом, Италия май 1945 года

К весне 1945 года в вооруженных силах Британской империи насчитывалось 8 764 000 человек, из них 4 179 000 приходилось на долю колоний и доминионов — и в их числе 2 065 000 военнослужащих из Индии.
Кроме того, в составе вермахта, а затем СС существовал Индийский добровольческий легион СС «Свободная Индия», численность которого составляла 2500-3000 человек.
Индийские части воевали с японцами до капитуляции в сентябре 1945 года. Одновременно солдаты из Индостана воевали и на Западе. Так в 1943 году индийские части участвовали в высадке на Сицилии. Германская военная разведка считала лучшим подразделением союзников в Италии именно 4-ю индийскую дивизию. Она участвовала в кровавом для союзников наступлении под Монте-Кассино на самом трудном направлении в горах, чтобы пробиться к Риму.
В августе 1944 года именно индийцы при помощи итальянских партизан овладели Флоренцией. На севере страны именно индийские части первыми вышли на границу с Югославией. Британская пресса охотно писала об успехах индийских войск, дабы подчеркнуть трогательное единодушие народов империи.
Всего в 1939—1945 годах военную форму надели свыше двух с половиной миллионов солдат из Индии. Это были не призывники, а наемные добровольцы, которые обходились британской короне дешевле мобилизованных «белых», тем более что все расходы по их обеспечению и вооружению несла сама Индия. Каждый четвертый солдат воюющей Британской империи был индийцем. В истории человечества «Британская индийская армия» периода Второй мировой войны считается самой большой наемной армией мира.
В июне 1946 года де-юре все еще британская Индия занялась выборами в Учредительное собрание, с которого фактически и ведет отсчет местная история независимости.